# Lonchura pallida
El capuchino pálido (Lonchura pallida) es una especie de ave paseriforme de la familia Estrildidae endémica de la Wallacea.

## Distribución geográfica yhábitat
Se distribuye por Indonesia y Timor Oriental (islas menores de la Sonda desde Lombok hasta Wetar y las islas Sermata; las Célebes y las islas entre ambas zonas), en hábitats diversos.